# Héroïne Black-tar

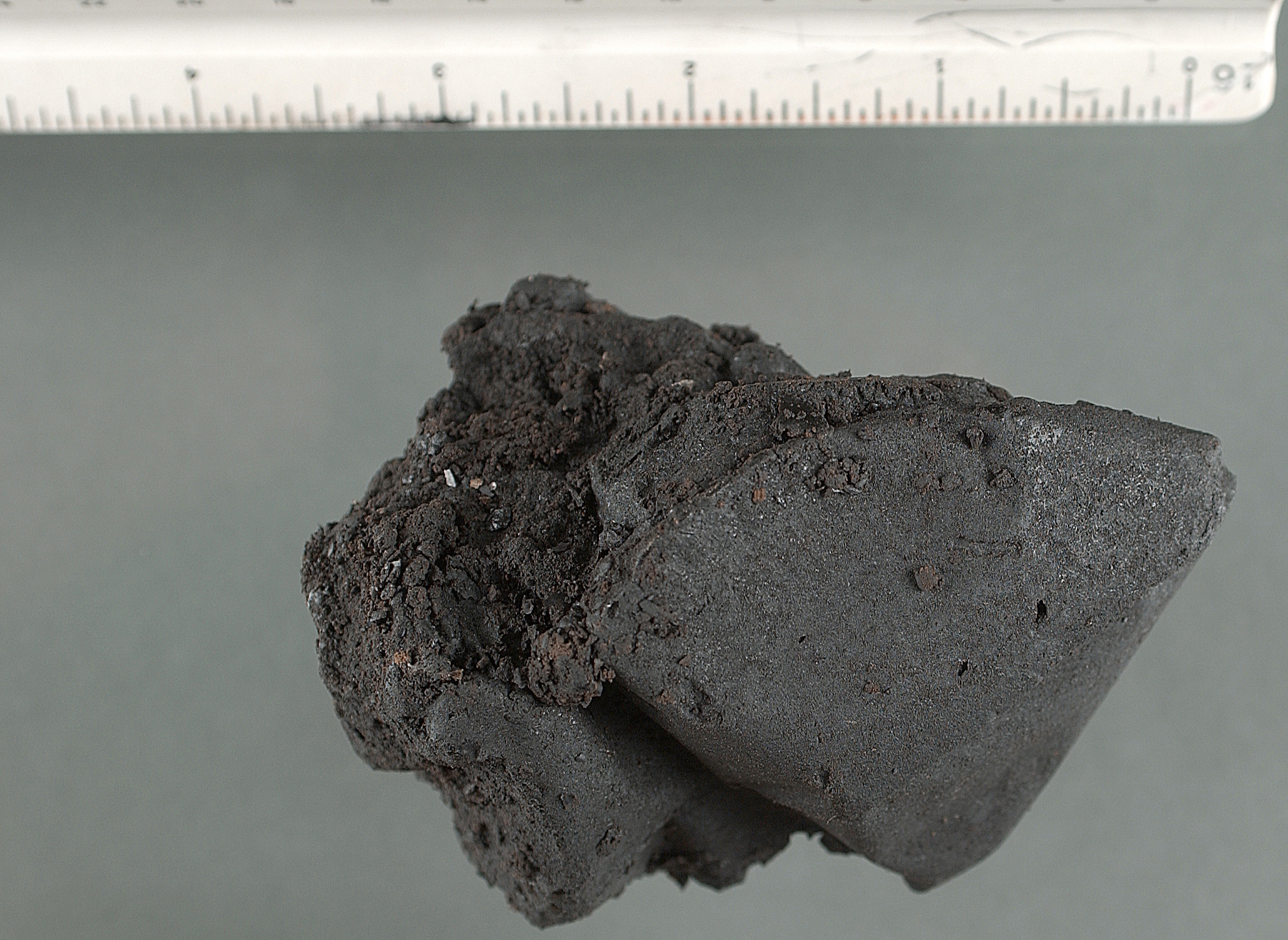
Héroïne Black-tar.

Le Black-tar, traduit de l'anglais « héroïne de goudron noir », est une forme d'héroïne de free base ou base libre qui est collante comme le goudron ou dure comme le charbon. Sa couleur foncée est le résultat de méthodes de traitement brutes qui laissent des impuretés. Malgré son nom, le Black-tar peut également être orange foncé ou brun foncé. Elle est généralement moins chère que les autres formes d'héroïne.
Le Black-tar est du diacétate de morphine impur. D'autres formes d'héroïne nécessitent des étapes supplémentaires de purification après l'acétylation. Avec le Black-tar, le traitement du produit s'arrête immédiatement après l'acétylation. Sa consistance unique est cependant due à l'acétylation sans chauffage à reflux. Comme dans l'héroïne maison en Australie et en Nouvelle-Zélande, l'acétylation brute se traduit par une masse gluante.
Le Black-tar, en tant que type, contient un mélange variable de dérivés de morphine, principalement du 6-MAM (6-monoacétylmorphine), qui est un autre résultat de l'acétylation brute. L'absence de reflux approprié pendant l'acétylation ne parvient pas à éliminer une grande partie de l'humidité retenue dans l'agent d'acétylation, l'acide acétique glacial.
Le Black-tar est souvent produit en Amérique latine,, et se trouve le plus souvent dans les parties ouest et sud des États-Unis, tout en étant aussi occasionnellement trouvée en Afrique de l'Ouest. Il a une consistance variable en fonction des méthodes de fabrication, des agents de coupe et des niveaux d'humidité, de la pâte gluante goudronneuse sous forme non raffinée à une poudre uniforme brun clair lorsqu'elle est traitée et coupée avec du lactose.

## Composition
La morphine pure et l'héroïne sont toutes deux de fines poudres. L'aspect et la texture uniques du goudron sont dus à son acétylation sans bénéficier du chauffage à reflux habituel pour la purification.
L'hypothèse selon laquelle le goudron contient moins d'adultérants et de diluants est une idée fausse. L'adultérant le plus courant est le lactose, qui est ajouté au goudron par dissolution des deux substances dans un milieu liquide, réchauffage et filtration, puis recristallisation. Ce processus est très simple et peut être accompli dans n'importe quelle cuisine sans aucun niveau d'expertise requis.
Le prix par kilogramme de Black-tar est passé du dixième de celui de l'héroïne en poudre d'Amérique du Sud (au milieu des années 1990), à la moitié voire les trois quarts en 2003 en raison d'une plus grande acuité de distribution combinée à une demande accrue dans le domaine traditionnel du goudron noir de distribution. La distribution de Black-tar n'a cessé d'augmenter ces dernières années, tandis que celle des variétés en poudre de la côte est des États-Unis a chuté ; la production d'héroïne en Colombie a diminué à cause du financement des États-Unis pour l'éradication des champs de pavot colombiens qui se poursuivent toujours.

## Effets sur la santé
Les personnes qui s'injectent par voie intraveineuse du Black-tar sont plus à risque de sclérose veineuse que celles qui s'injectent de l'héroïne blanche. Dans cet état, les veines se rétrécissent et durcissent ce qui rend les injections répétées presque impossibles.
La présence de 6-monoacétylcodéine trouvée dans le Black-tar n'a pas été testée chez l'homme mais s'est révélée toxique seule et plus toxique lorsqu'elle est mélangée à de la mono ou diacétyl-morphine, ce qui pourrait rendre le goudron plus toxique que la diamorphine raffinée.
Les injecteurs de Black-tar peuvent présenter un risque accru d'infections bactériennes potentiellement mortelles, en particulier une infection nécrosante des tissus mous. La pratique du pop-popping ou injection sous-cutanée prédispose à la fasciite nécrosante ou à la cellulite nécrosante de Clostridium perfringens, tandis que l'injection intramusculaire profonde prédispose à la myosite nécrosante. L'injection d'héroïne de goudron peut également être associée à une infection à Clostridium botulinum.

## Voies d'administration alternatives
Dans certaines régions des États-Unis, en particulier dans les États inférieurs, le goudron noir peut être la seule forme d'héroïne disponible. De nombreux utilisateurs ne se l'injectent pas.
Le broyage sous forme de poudre est l'un des moyens les plus populaires de consommer du goudron noir pour ceux qui ne souhaitent pas utiliser d'aiguilles. Le black-tar est placée dans une sorte de mélangeur et mélangée avec du lactose. Cela crée une fine poudre noire qui peut être facilement reniflée.
La « boucle d'eau » consiste à placer l'héroïne dans un flacon compte-gouttes vide ou dans une seringue avec l'aiguille retirée. L'utilisateur laisse l'héroïne se dissoudre complètement dans l'eau et la solution est déposée dans le nez. Cela peut parfois être un gaspillage si un utilisateur laisse trop de solution descendre dans la gorge. Il est également possible de boire la solution obtenue, mais cela est moins courant en raison de la plus faible biodisponibilité de cette voie d'administration.
Elle peut également être consommée par vaporisation (« Chasing the dragon ») : un utilisateur met l'héroïne sur un morceau de papier d'aluminium et chauffe le papier d'aluminium avec un briquet en dessous. L'utilisateur utilise une paille ou un appareil similaire et inhale la vapeur.
La voie d'administration la plus efficace ne nécessitant pas d'aiguille, est l'administration par voie rectale ou vaginale à l'aide d'un suppositoire. La solution peut être introduite (via une seringue ou une masse lubrifiée) profondément dans le rectum ou le vagin. Cela peut entraîner des saignements internes.